# Філоксера виноградна
Філоксе́ра виноградна (Daktylosphaera vitifoliae) — коренева попелиця із ряду рівнокрилих, що вражає листя і кореневу систему винограду. Для неї характерний чітко виражений поліморфізм: особини шкідника відрізняються морфологічно і за стилем життя. 
Філоксера живиться соком з листків та коренів рослини, внаслідок чого в місцях уколів шкідника з'являються пухирі та жовна, у яких розвиваються некротичні процеси, викликані хвороботворними мікроорганізмами. При сильному заселенні рослин гали утворюються не тільки на листках, а й на живцях, вусиках і навіть стеблах лози. Ферменти слини філоксери викликають розростання тканин коренів. На тонких корінцях утворюються колінчато-вигнуті набухання або вузлики-дзьобики. На товстих коренях виникають пухлини та напливи у вигляді жовен, на них з'являються тріщини, куди проникають гнилісні бактерії та сапрофітні гриби, зумовлюючи загнивання. Усе це пригнічує рослину, зменшує асиміляцію листків, припиняє розростання коренів, знижує урожай винограду. Можлива повна загибель куща. Молоді виноградники часто гинуть до вступу в плодоношення.

## Розвиток
У філоксери досить складний цикл розвитку, шляхом гетерогонії. Має кореневу і листову форми. На американських сортах виноградної лози та на гібридах, утворених від схрещування європейської лози з американськими — філоксера має повний цикл розвитку, включаючи кореневу та листову форму. При розвитку на європейських сортах філоксера заселяє та пошкоджує лише корені.
Самка кореневої форми завдовжки 1-1,2 мм, видовженоовальна, зеленувата або бурувата; вусики тричленикові; хоботок довгий, заходить за основу задніх ніг; на верхній частині тіла — 70 темних бородавок, розміщених рядами. Живе на коренях й інших підземних органах винограду. Відкладає незапліднені яйця лимонно-жовтого кольору. Личинки кореневої форми безкрилі, тіло овальне, лимонно- або бурувато-жовте.  
Самка листкової, або галової, форми більш округла, брудно-жовта, з коротшим хоботком; на тілі немає темних бородавок. 
Проміжні форми шкідника: крилата німфа і двостатеві (амфігонні) покоління. Крилата форма має 2 пари прозорих крилець, які в складеному вигляді виходять за кінець черевця. Довжина — 1 мм, разом з крилами — 2-2,25 мм. Тіло оранжеве без бородавок. Вусики довші, ніж у кореневої форми, а хоботок - коротший. Відкладає незапліднені яйця двох розмірів. З великих яєць виходять самки, а з маленьких — самці. Двостатеве покоління без крил і хоботка. Довжина тіла самців — 0,25 мм, самок — 0,4-0,45 мм. Після запліднення самки відкладають у тріщини деревини, під кору штамбів зимові яйця оливково-буруватого кольору довжиною 0,27 мм.
Усі форми філоксери трапляються на прищепних сортах винограду й на деяких галоутворюючих сортах гібридів - прямих виробників, де шкідник розвивається повним циклом.
У 2005 році спостерігалося зменшення площ зараження цим шкідником, завдяки проведенню інвентаризації старих осередків виноградної філоксери, що виявлялись раніше в господарствах та на присадибних ділянках громадян, списанню та розкорчовуванню старих виноградників у АР Крим на 750,1 га, Вінницькій області на 14 га та м. Севастополь на 184,9 га. Загалом по Україні площа зараження цим шкідником зменшилася на 949 га.
Зона поширення філоксери досить стабільна і на 1.01.2006 року загальна площа зараження становила 101 567,133 га і розповсюджена в АР Крим, м. Севастополь та 10 областях України: Вінницькій, Дніпропетровській, Донецькій, Закарпатській, Запорізькій, Луганській, Миколаївській, Одеській, Херсонській та Чернівецькій.
Поширення виноградної філоксери проходить на усіх стадіях розвитку з садивним матеріалом. Основні переносники шкідника — укорінені саджанці, особливо прищепні. Перенесення філоксери можливе у вигляді зимуючих личинок на коренях саджанців, з живцями американських та гібридних лоз у фазі личинок та зимових яєць. Листова форма філоксери може переноситися за допомогою вітру. Личинки здатні пересуватися самостійно тріщинами ґрунту, за допомогою води, вітру, знарядь праці, тварин, людей.

## Карантинні заходи
Забороняється ввезення в Україну виноградного садивного матеріалу, зараженого виноградною філоксерою; у випадку виявлення шкідника продукція підлягає знезараженню. Ввезення укорінених рослин у вільну від філоксери зону дозволяється після знезараження, у супроводі карантинного сертифікату. Закладка нових та ремонт виноградників дозволяється лише кореневласними саджанцями і живцями європейських та ізабельних сортів винограду, які не пошкоджуються листковою формою філоксери. Для ліквідації осередків переважно застосовують механічне викорчовування ділянки. Боротьба з листковою формою філоксери ведеться хімічними методами, спрямованими на локалізацію осередків та на збереження кореневласних кущів винограду, використовують такі препарати: актелік, золон, конфідор, мітак.

## Історія поширення
Масове розмноження й поширення філоксери в Європі почалося в 1863 році на виноградниках долини Рони у Франції. У 1869 році були уражені виноградники Бордо. Через п'ять років нашесті піддалася Іспанія. У 1870-і роки жертвами філоксери стали виноградники Німеччини, Угорщини і Австрії. У 1887 році філоксера з'явилася на африканському континенті. У 1888 році до жертв додалася Італія, в 1891 — Шампань. Життєвий цикл комахи вивчали та розробляли засоби захисту від неї врожаю українські ентомологи С. О. Мокржецький і І. М. Красильщик.
Не уникнули зараження виноградники Австралії і Каліфорнії. Протиотруту було знайдено тільки в кінці XIX століття, коли європейські лози стали щепити на коріння американських аборигенних сортів винограду.
Перемозі над філоксерою в Європі був навіть присвячений балет, музику до якого написав Антон Рубінштейн. Масових розмножень і поширення філоксери не було в Єгипті, на Кіпрі, Канарських островах, в Афганістані, Чилі і низці країн колишнього СРСР.

## Філоксера в художній літературі
Епіфітотію філоксери у Молдові та пов’язані з нею карантинні заходи описав М. Коцюбинський у творі "Для загального добра" (1895 р.).